# ديفيد ستيفنز (رائد أعمال)
ديفيد ستيفنز (بالإنجليزية: David Stevens)‏ هو رائد أعمال بريطاني، ولد في 1962.